# Ryszard Szymczak
Ryszard Władysław Szymczak (Pruszków, então chamada Pruschkow na anexação à Alemanha, 14 de dezembro de 1944 - 7 de dezembro de 1996) foi um futebolista profissional polaco que atuava como atacante.

## Carreira
Ryszard Szymczak fez parte do elenco da Seleção Polonesa de Futebol medalhista de ouro em Munique 1972.